# Broek (Aa en Hunze)
Pour les articles homonymes, voir Broek.
Broek est un hameau, dépendant de Gieterveen, et situé dans la commune néerlandaise d'Aa en Hunze, dans la province de Drenthe.